# Анђо (Бјела)
Анђо је насеље у Италији у округу Бијела, региону Пијемонт.
Према процени из 2011. у насељу је живело 24 становника. Насеље се налази на надморској висини од 478 м.